# Denza

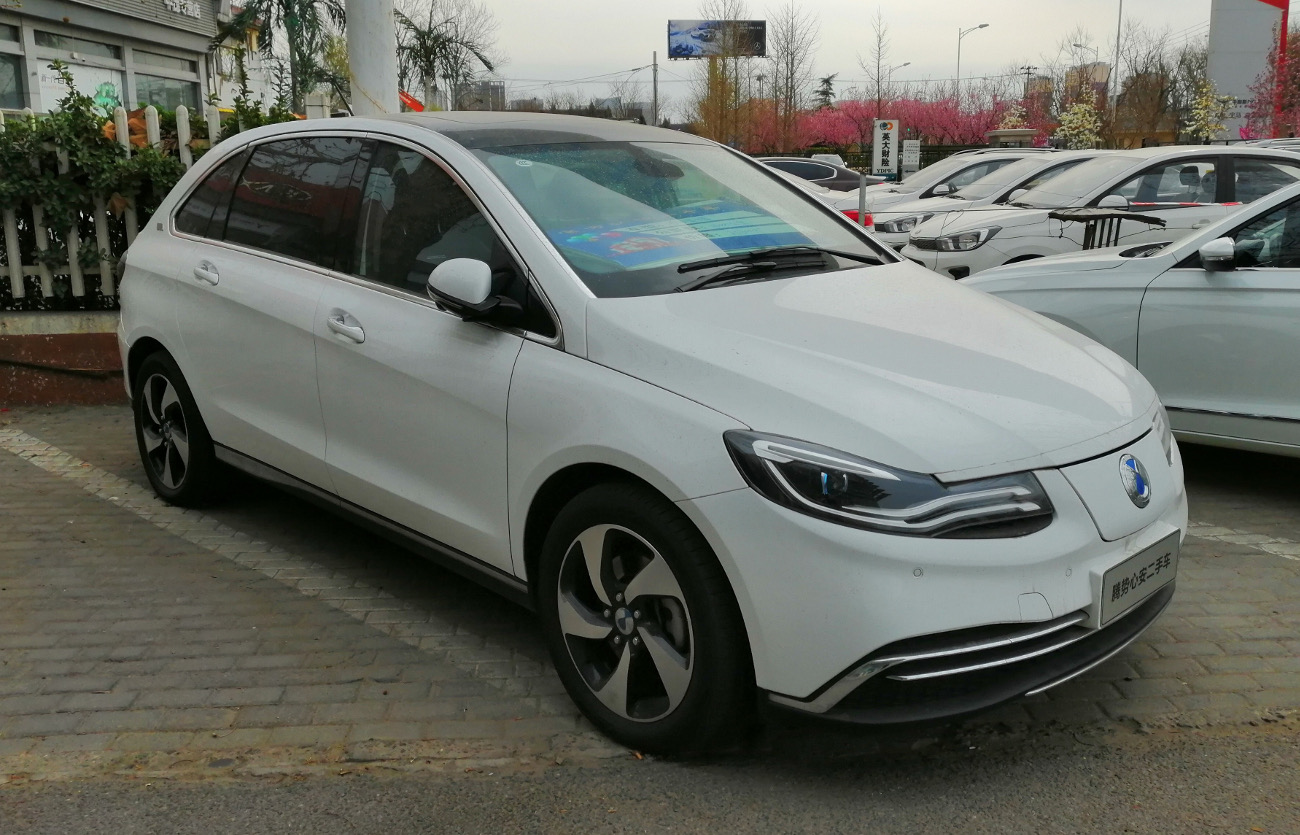
Denza 500

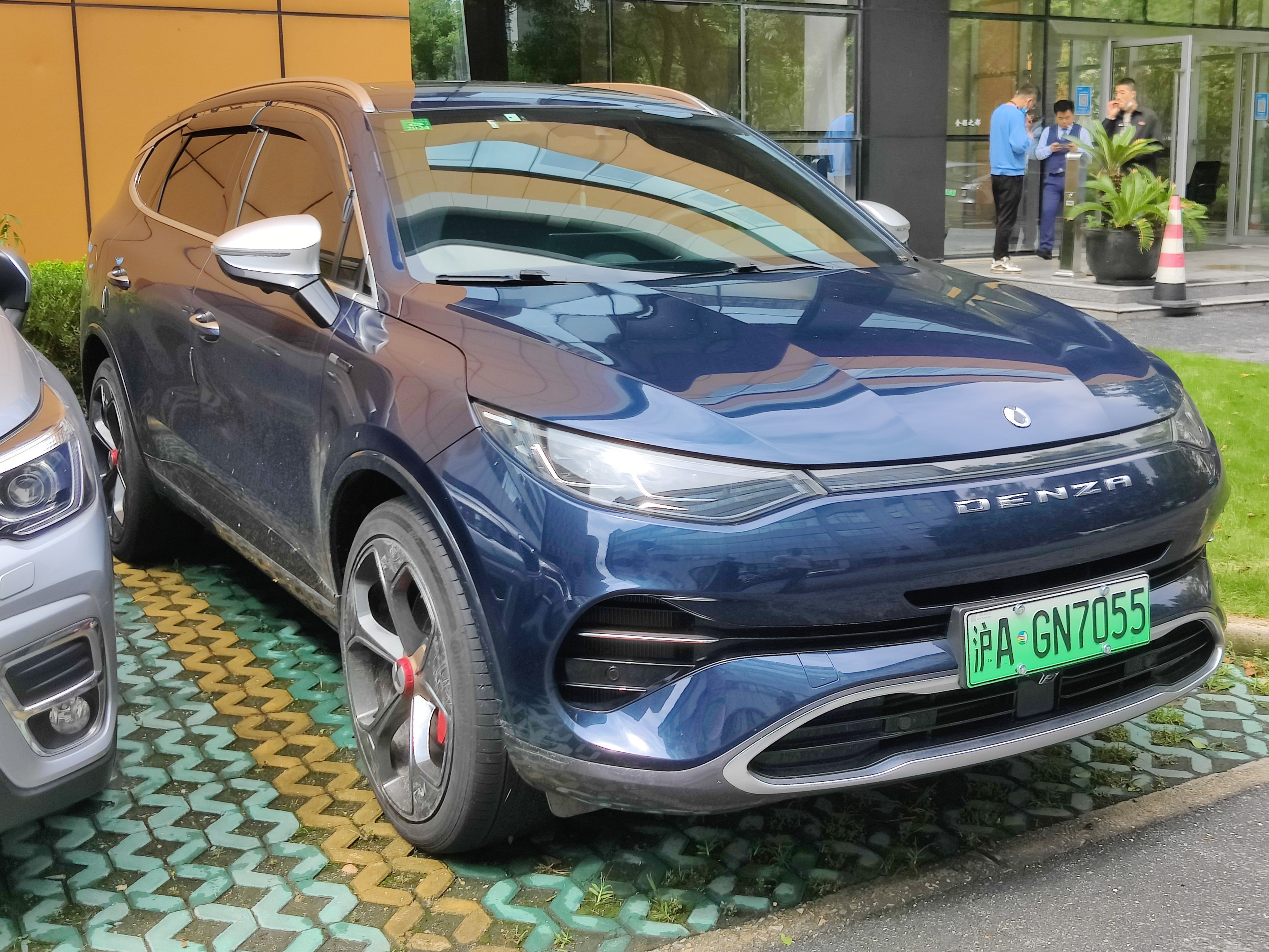
Denza X

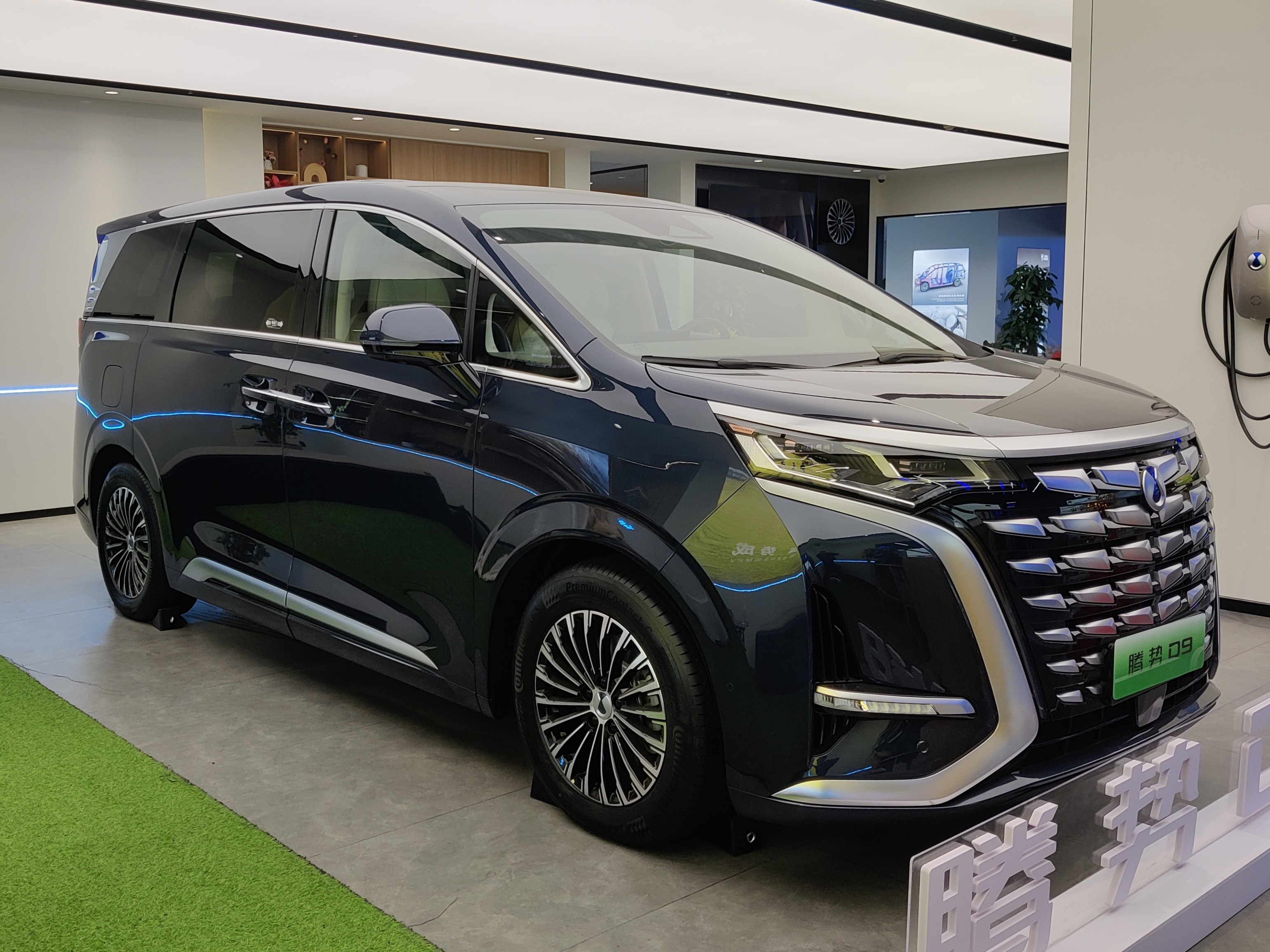
Denza D9

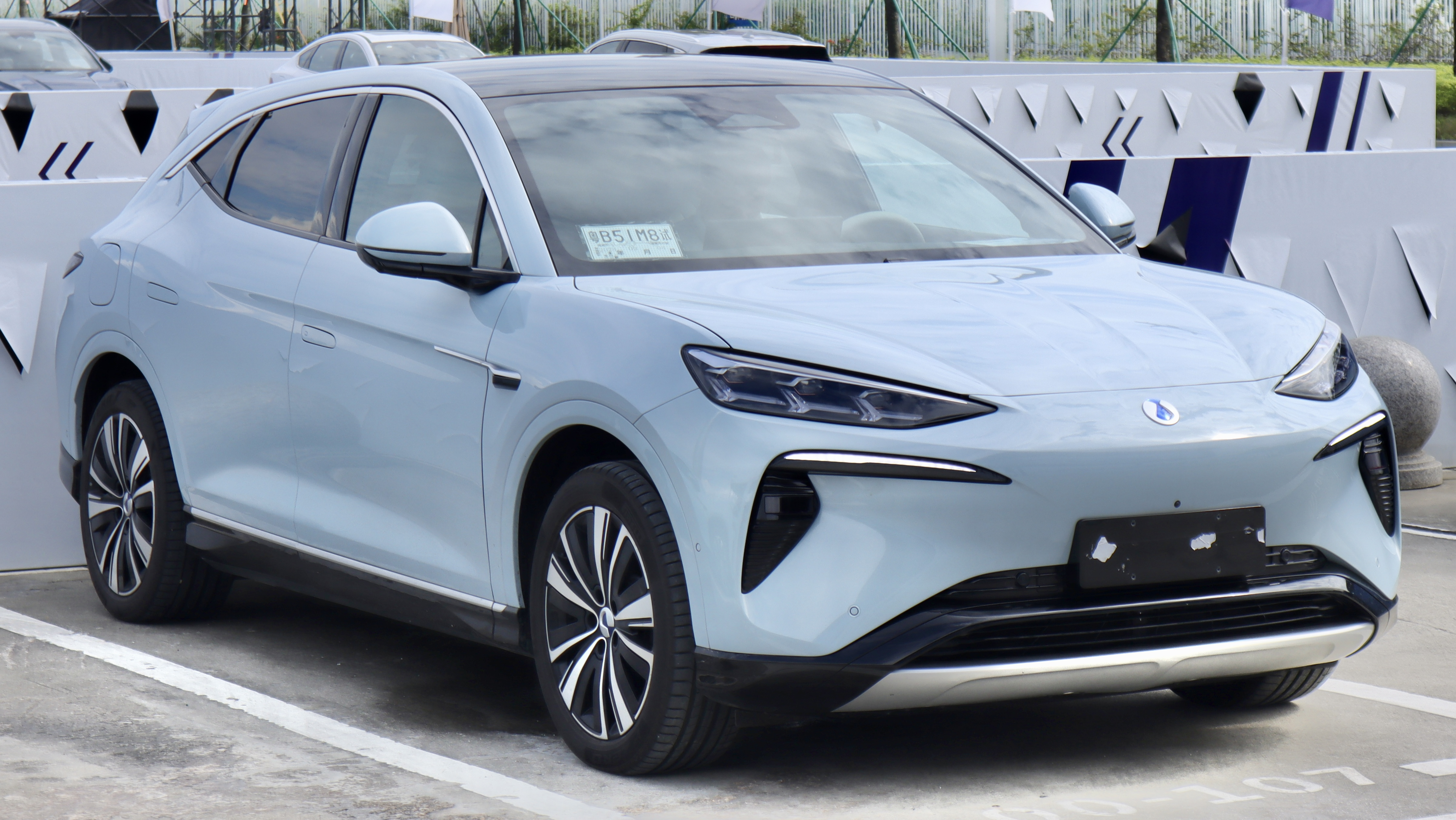
Denza N7

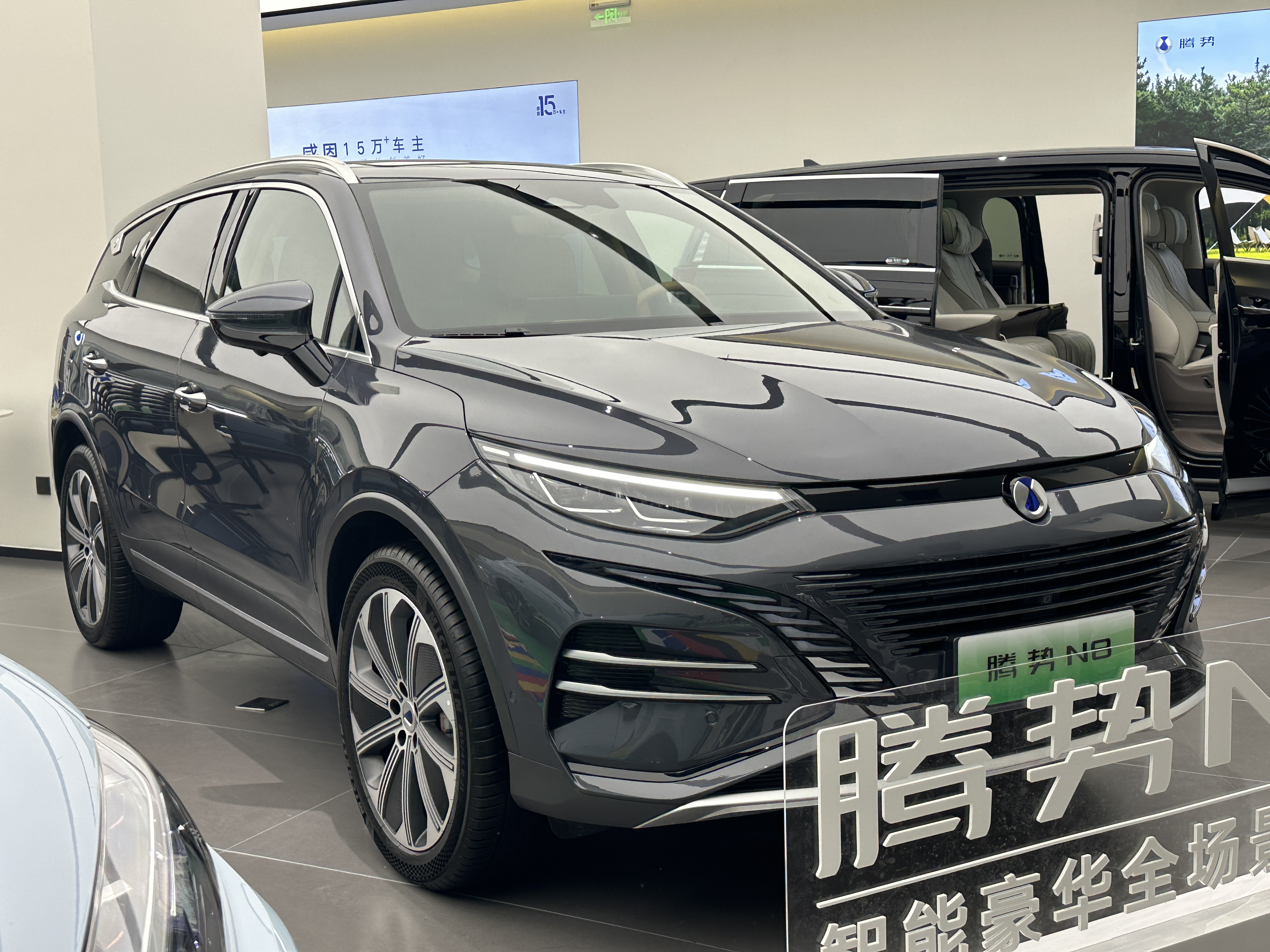
Denza N8

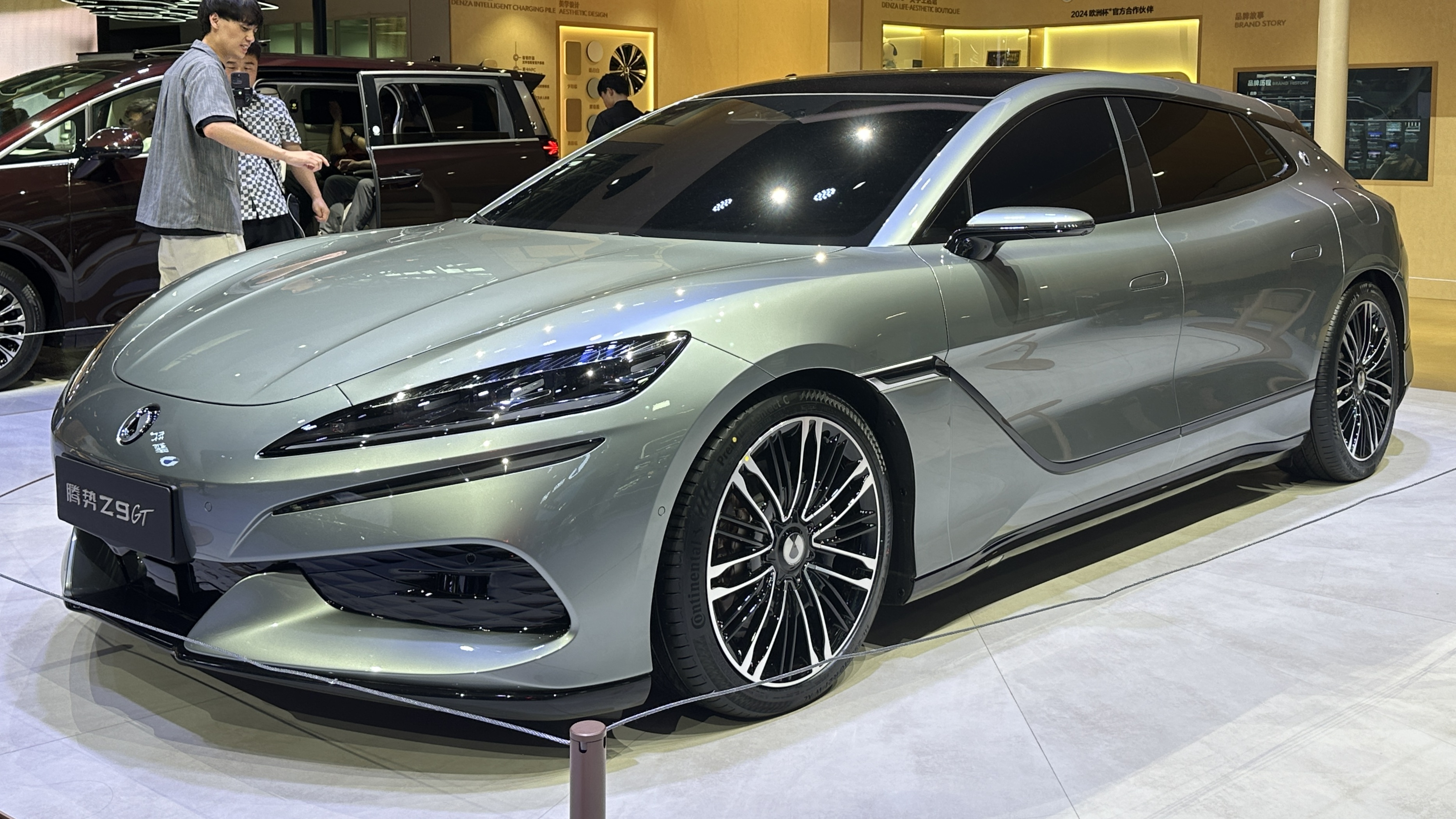
Denza Z9

Denza (chiń. upr. 腾势汽车) – chiński producent elektrycznych samochodów, z siedzibą w Shenzhen, działający od 2010 roku. Należy do chińskiego koncernu BYD Auto.

## Historia

### BYD Daimler New Technology
Wiosną 2010 roku chiński koncern motoryzacyjny BYD Auto zawiązał z niemieckim Daimlerem spółkę typu joint venture o nazwie Shenzhen BYD Daimler New Technology Co., Ltd. Za cel obrała ona wdrożenie na chiński rynek kompaktowego samochodu z napędem czysto elektrycznym. Dwa lata później, w 2012 roku tego ogłoszono, że spółka będzie produkować samochodu pod marką Denza.
W kwietniu 2012 roku na Beijing Auto Show przedstawiono Denza EV Concept będące studyjną zapowiedzią pierwszego modelu chińskiej marki. Dwa lata później, w kwietniu 2014 roku, Denza przedstawiła produkcyjną odmianę prototypu o nazwie Denza EV. Samochód został opracowany na bazie Mercedesa-Benza klasy B pierwszej generacji, przechodząc w stosunku do niego modyfikacje w wyglądzie przedniego pasa i tylnej części nadwozia. Dwa lata później samochód przeszedł drobną modernizację, otrzymując nowocześniejszy napęd elektryczny z dłuższym zasięgiem. Z kolei w 2018 roku pojazd przeszedł obszerną restylizację nadwozia, zmieniając przy tym nazwę na Denza 500 i pozostając pod tą postacią w produkcji do 2019 roku.
W listopadzie 2019 roku Denza przedstawiła swój drugi model, tym razem zbudowany od podstaw jako konstrukcja tej marki. Pojazd został zaprojektowany przy znaczącym udziale konstruktorów Mercedesa, którzy opracowali zarówno projekt stylistyki nadwozia, jak i wystrój kabiny pasażerskiej, do której przeniesiono wybrane elementy wzornictwa z modeli niemieckiej marki. Sprzedaż Denzy X rozpoczęła się z końcem 2020 roku wyłącznie na rynku chińskim.

### Restrukturyzacja
W lutym 2021 roku niemiecki dziennik biznesowy Handelsblatt przedstawił doniesienia, jakoby relacje współwłaścicieli Denzy znalazły się w kryzysie. Pomimo premiery nowego modelu Denza X, jego sprzedaż nie spełniła oczekiwań Mercedesa, który rzekomo miał wyrazić chęć zakończenia przedsięwzięcia. Informacje te jednak zdementowano, jednak wobec niepewnej przyszłości Denzy przygotowano plan naprawczy i zmiany w strukturze joint-venture ogłoszone w grudniu 2021 roku. Niepopularny SUV X został wycofany z produkcji, sojusz zmienił nazwę na Shenzhen Denza New Energy Vehicle Co., Ltd., z kolei koncern Mercedes-Benz Group obniżył swoje udziały z 50% do 10% na rzecz większej stawki BYD-a wynoszącej 90%.
Pierwsze zmiany w zrestrukturyzowanej Denzie przyniósł sierpień 2022. Odbyła się wówczas zupełnie nowego modelu firmy w postaci luksusowego vana D9 dostępnego w wariantach elektrycznym i hybrodowym, przy okazji pozostając wówczas jedynym nowym samochodem w gamie. Jednocześnie, firma zapowiedziała rozbudowę sieci dealerskiej w Chinach z planem otwarcia 270 nowych punktów do końca 2022 roku na terenie całego kraju. Ponadto, firma zapowiedziała poszerzenie gamy modelowej o jeszcze jeden nowy samochód w postaci luksusowego SUV-a Coupe za pomocą studium Denza Inception. Zakończyło się to ostatecznie prezentacją w marcu 2023 drugiego nowego modelu firmy po restrukturyzacji w postaci produkcyjnego SUV-a Denza N7. Jeszcze w tym samym miesiącu zmodernizowaną gamę poserzył większy SUV Denza N8, który de facto przywrócił do sprzedaży wytwarzany w latach 2019–2021 model Denza X, lecz po głębokiej modernizacji.
Kontynuację modernizacji i rozbudowy gamy Denzy przypieczętowała premiera dużego, flagowego modelu Z9, który zadebiutował w kwietniu 2024 z planami bycia pierwszym produktem firmy przewidzianym także do sprzedaży w Europie. We wrześniu tego samego roku, po 14 latach współpracy o stale malejącym udziale niemieckiego partnera, definitywnie dobiegła ona końca. Mercedes-Benz zdecydował się odsprzedać swój zredukowany w 2021 roku do 10% pakiet akcji i zakończyć tym samym funkcjonowanie spółki na zasadach joint-venture, przez co Denza stała się odtąd zwykłą spółką zależną należącą do BYD Auto.

## Modele samochodów

### Obecnie produkowane

#### Samochody osobowe
- Z9

#### SUV-y
- N7
- N9

#### Minivany
- D9

### Historyczne
- EV (2014–2018)
- 500 (2018–2019)
- X (2019–2021)
- N8 (2023–2024)

### Studyjne
- Denza EV Concept (2012)
- Denza Inception (2022)
- Denza Z Concept (2025)